# Indicateur tacheté
Indicator maculatus
Espèce
Statut de conservation UICN

 LC  : Préoccupation mineure
L'Indicateur tacheté (Indicator maculatus) est une espèce d'oiseaux de la famille des Indicatoridae.
Son aire s'étend à travers l'Afrique équatoriale et le Sud du Soudan (région).

## Liste des sous-espèces
- Indicator maculatus maculatus G.R. Gray, 1847 — de la Gambie au Nigeria ;
- Indicator maculatus stictithorax Reichenow, 1877 — Afrique centrale.